# 林家駿
林家駿主教，GLM（1928年4月9日—2009年7月27日），字少彬，生於香港，祖籍廣東新會。林家駿為天主教澳門教區第二十二任主教，也是天主教澳門教區首位華人主教；由於林家駿在位為主教時處於澳門回歸的過渡期，因此有「過渡期的主教」之稱。2009年因胃癌病逝。

## 生平
林家駿於1928年4月9日在香港出生，同年5月6日於香港聖母無原罪主教座堂領受聖洗。及後，林家駿到澳門定居，年少時就讀於聖若瑟中學及無原罪學校；1941年小學畢業後於聖若瑟修院攻讀外，開展傳教工作、舉辦主日學，1947年完成中學課程，並於1949年及1953年分別完成哲學及考取神哲學士學位。

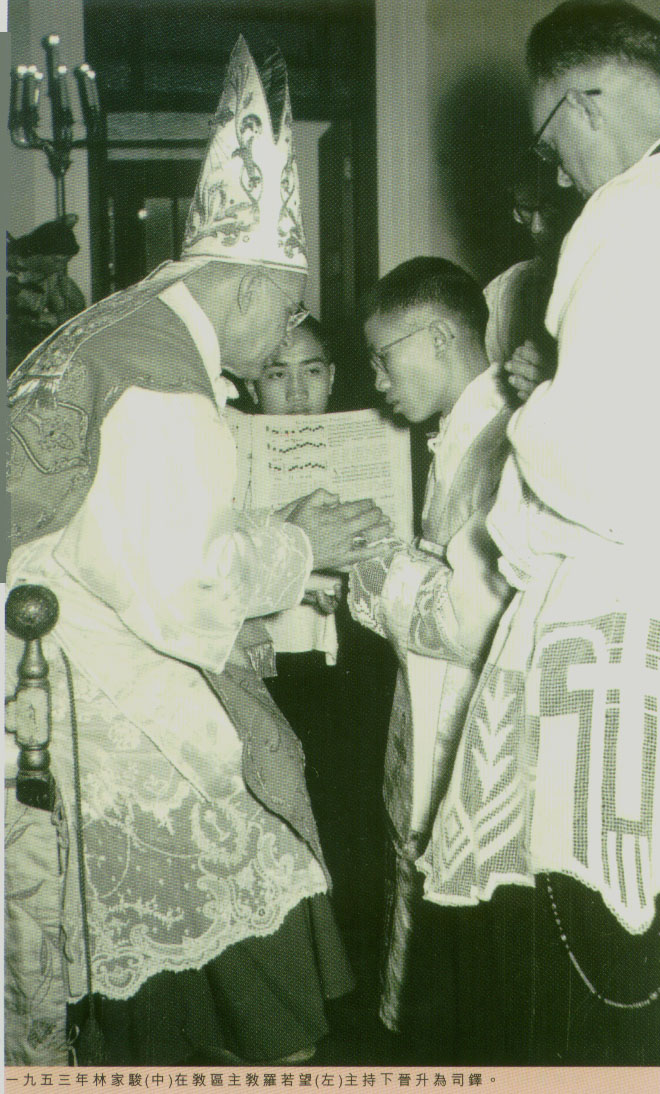
林家駿在羅若望主教主禮下晉鐸

### 晉鐸
1953年12月27日，林家駿在天主教澳門教區羅若望主教主禮下於聖嘉辣小堂晉鐸，也被任命為聖若瑟修院導師外，也被母校聖若瑟中學校長何心源神父邀請在中學部兼任教師。1955年，林家駿和聖若瑟修院的華籍神父合辦《院聲月刊》（後易名為《晨曦月刊》）並任主編。林家駿於1958年9月被委任為聖若瑟中學第二校主任，並在聖羅撒女子中學、粵華中學等學校授教。
1959年10月24日，林家駿奉高德華主教委任為氹仔嘉模聖母堂主任司鐸及聖善學校校長；並於1960年至1962年期間被澳葡政府委任為海島市市政委員。1963年，戴維理主教調任林家駿至新加坡出任新加坡聖若瑟堂助理主任司鐸及堂區署理主任等職務外，他還兼任該堂區英文月刊《團結月刊（Rally）》社長及主編。1973年年底，林家駿被調回澳門並被委任為聖若瑟修院院長；翌年3月31日，被高秉常主教委任為署理主教執行秘書，同年年底兼任聖若瑟修院院長。

### 擢升副主教
1976年4月20日，高秉常主教擢升林家駿為天主教澳門教區副主教，負責教區內部事務；1978年起兼任澳門教區事務統籌處主任外、創辦《晨曦》週刊外，獲得澳葡政府邀請出任為澳門東亞大學建校諮詢委員會委員。翌年升任紅衣團團長外，並奉高秉常主教訓令協助改組合併聖若瑟教區中學及擔任澳門中華學生協會名譽顧問。
林家駿於1981年至1991年出任澳門東亞大學校董會委員；1982年起為聖若瑟中學留港校友會永遠顧問；1983年被委任為澳門明愛委員。他出任副主教期間還成立了澳門公教婚姻輔導會（即今澳門美滿家庭協進會），並被選為該會主席至2003年榮休。

### 真除主教
教宗若望保祿二世於1987年6月27日任命林家駿為天主教澳門教區助理主教；同年9月8日晉牧。1988年10月6日，高秉常主教獲准卸除主教職務，林家駿同日真除為天主教澳門教區第22任正權主教，成為天主教澳門教區成立以來首位華人主教；同年被委任為澳門基本法起草委員會委員。1989年起擔任羅馬宗座烏爾龐大學附屬學院的香港聖神修院神哲學院校董。
林家駿出任主教期間除在澳門六個堂區外設立了三個準堂區外，還致力保存古典宗教藝術文化、培育天主教教友及神職人員；他設立澳門天主教教友協進會、澳門聖經協會等教友組織外，並興建聖若瑟勞工主保堂、竹灣會議中心、重修路環聖依撒伯爾靜修院等設施。1997年，為澳門教區和葡萄牙天主教大學合作創辦澳門高等校際學院外，也設立兩年制大專程度的「教理教師課程」和「教友神學課程」；又鼓勵及資助教友和澳門主教府職工進修等等。

### 榮休及辭世
2003年6月30日，林家駿獲得教宗若望保祿二世批准辭去主教職務，林家駿宣布同日榮休；正權主教由助理主教黎鴻昇於同日傍晚真除接任。
2009年3月，林家駿被確診胃癌；同年5月11日入院治療。林家駿於同年7月27日下午於鏡湖醫院病逝；7月31日下午，天主教澳門教區假聖母聖誕主教座堂由黎鴻昇主教主祭，並由陳日君樞機、天主教香港教區湯漢主教等約60位司鐸共祭為林家駿舉行逾越聖祭（即大禮安息彌撒）；同日下葬於聖味基墳場。

## 牧徽

林家駿的主教牧徽

林家駿的教區主教牧徽的中間是一個盾牌，內飾以十誡約版的形狀；盾牌上由左至右分為兩列寫著中文格言「誠信桓祥，天道永昌」八個中文字；盾牌的正中上方有一個十字架，而十字架上有代表主教的主教帽；盾牌的左上角有彌撒時用的禮冠，而盾牌的右上角則有一個牧杖，象徵主教的權威。盾徽下有一布條寫著葡萄牙文格言「真誠（Sinceridade）」、「正義（Justiça）」、「和平（Paz）」。

## 家庭
林家駿出生於天主教家庭，父親林永彬，母親謝雅怡。天主教廣州教區的林日昇神父、林日廣為神父均為林家駿伯父，天主教新加坡總教區劉潤高副主教、劉志超神父、劉志剛神父、劉德慶神父等都是為林家駿祖母的表親；天主教澳門教區的謝扳雲神父、謝禧雲神父是為林家駿外玄伯伯外，陳伯祿神父為其表舅父；而天主教香港教區的陳子殷神父為林家駿表兄，而表弟吳智勳神父是耶穌會港澳區神父。

## 榮譽
林家駿於1988年獲澳門童軍總會授予銅星勳章；林家駿也被葡萄牙政府於1990年、1996年、1999年分別授予殷皇子軍官級勳銜、殷皇子大十字勳銜以及基督勳銜外，澳葡政府也於1999年授予甲級勞績勳章；回歸後的澳門特區政府也於2002年向林家駿授予金蓮花勳章，以表揚他對於澳門教育、社會等各方面的貢獻。

## 外部連結
- 何厚鏵發唁函哀悼林家駿榮休主教逝世

| 前任： 高秉常主教 | 天主教澳門教區主教 1988年10月6日－2003年6月30日 | 繼任： 黎鴻昇主教 |